# Gare de Tenay - Hauteville
La gare de Tenay - Hauteville est une gare ferroviaire française de la ligne de Lyon-Perrache à Genève (frontière), située sur le territoire de la commune de Tenay, à proximité de Hauteville-Lompnes, dans le département de l'Ain en région Auvergne-Rhône-Alpes.
La station de Tenay est mise en service en 1857 par la Compagnie du chemin de fer de Lyon à Genève. 
C'est une gare de la Société nationale des chemins de fer français (SNCF), desservie par des trains TER Auvergne-Rhône-Alpes.

## Situation ferroviaire
Établie à 345 mètres d'altitude, la gare de Tenay - Hauteville est située au point kilométrique (PK) 69,330 de la ligne de Lyon-Perrache à Genève (frontière), entre les gares ouvertes de Saint-Rambert-en-Bugey et de Virieu-le-Grand - Belley.

## Histoire

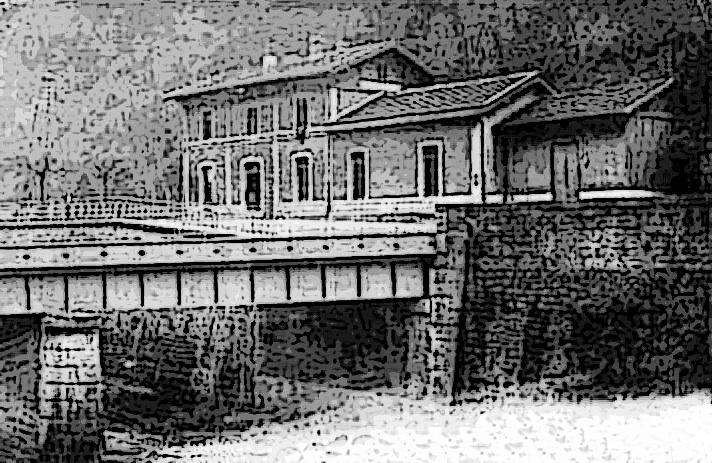
La gare vers 1900.

En 1855, la Compagnie du chemin de fer de Lyon à Genève fait une étude sur les stations qu'elle prévoit d'ouvrir entre Ambérieu et la frontière Suisse, une notice projet est établie, pour chaque arrêt prévu, à la date du 15 décembre 1855. À Tenay il est prévu une gare de quatrième classe pour voyageurs et marchandises, avec une emprise d'environ 7 000 m2 pour l'ensemble des activités ferroviaires. Elle doit s'étendre sur une longueur de 350 mètres, séparée de la route nationale 504 par la rivière l'Albarine. Un pont est à construire en face du bâtiment voyageur pour permettre la relation avec la voie routière.
La station de Tenay est mise en service lors de l'ouverture par la compagnie de la section d'Ambérieu à Seyssel le 7 mai 1857.
Elle devait être le point de départ d'une ligne de tramway départementale montant à la station climatique d'Hauteville par la vallée de l'Albarine, dont la construction, commencée en 1909 mais interrompue par la Première Guerre mondiale, fut définitivement abandonnée en 1936 faute de crédits, bien qu'une notable partie des travaux ait déjà été achevée.

## Fréquentation
Selon les estimations de la SNCF, la fréquentation annuelle de la gare s'élève aux nombres indiqués dans le tableau ci-dessous.
| Année               | 2024   | 2023   | 2022   | 2021   | 2020   | 2019   | 2018   | 2017   | 2016   | 2015   |
| ------------------- | ------ | ------ | ------ | ------ | ------ | ------ | ------ | ------ | ------ | ------ |
| Nombre de voyageurs | 50 530 | 44 639 | 39 904 | 29 582 | 21 893 | 29 469 | 34 144 | 34 113 | 30 560 | 32 579 |

## Service des voyageurs

### Accueil
Gare SNCF, elle ne dispose plus de guichet depuis 2016. Il y est donc impossible d'y acheter des billets.

### Desserte
Tenay - Hauteville est desservie par des trains TER Auvergne-Rhône-Alpes sur les liaisons :
- Lyon-Part-Dieu ↔ Ambérieu-en-Bugey ↔ Culoz ↔ Bellegarde ↔ Genève-Cornavin

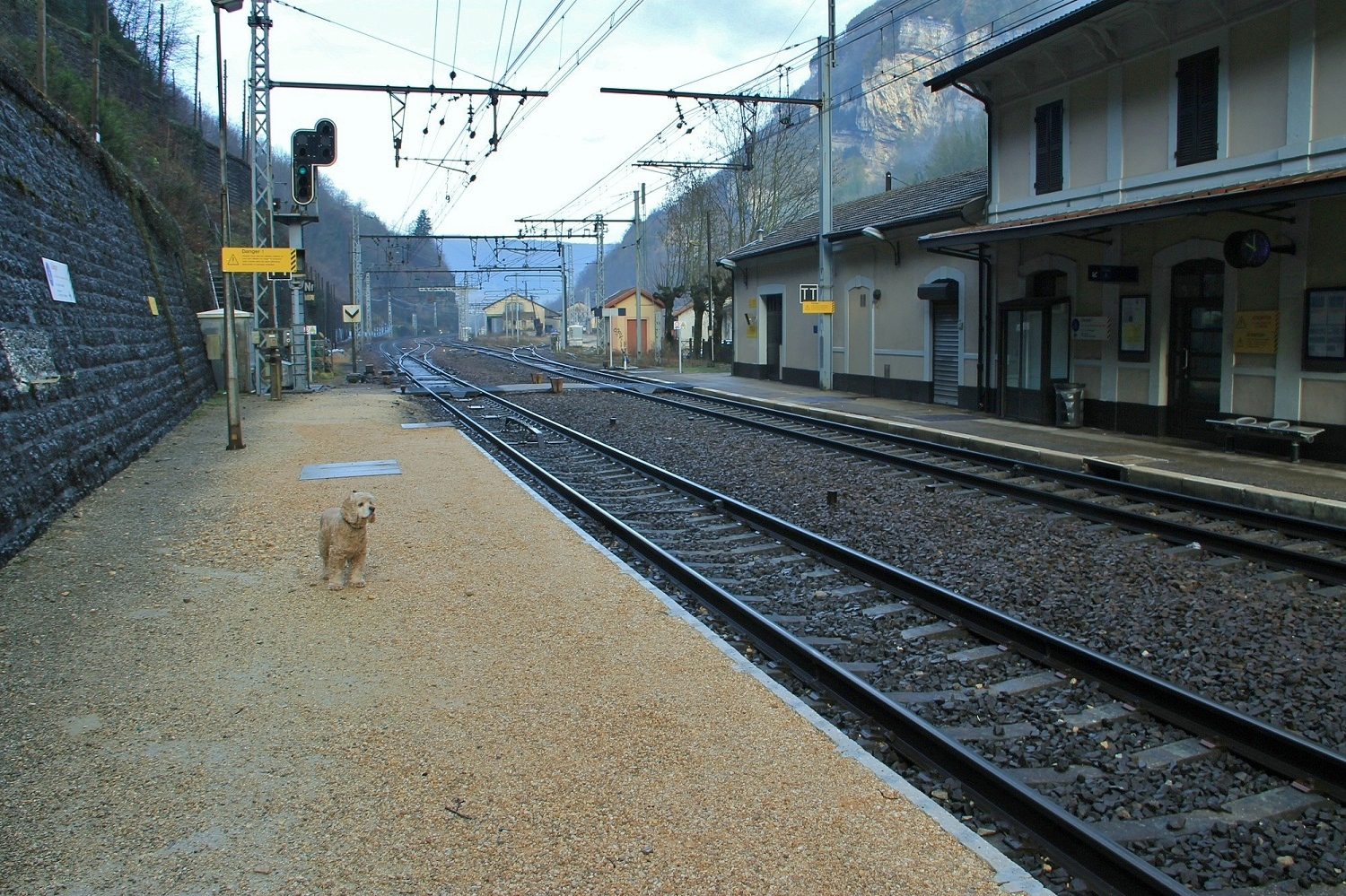
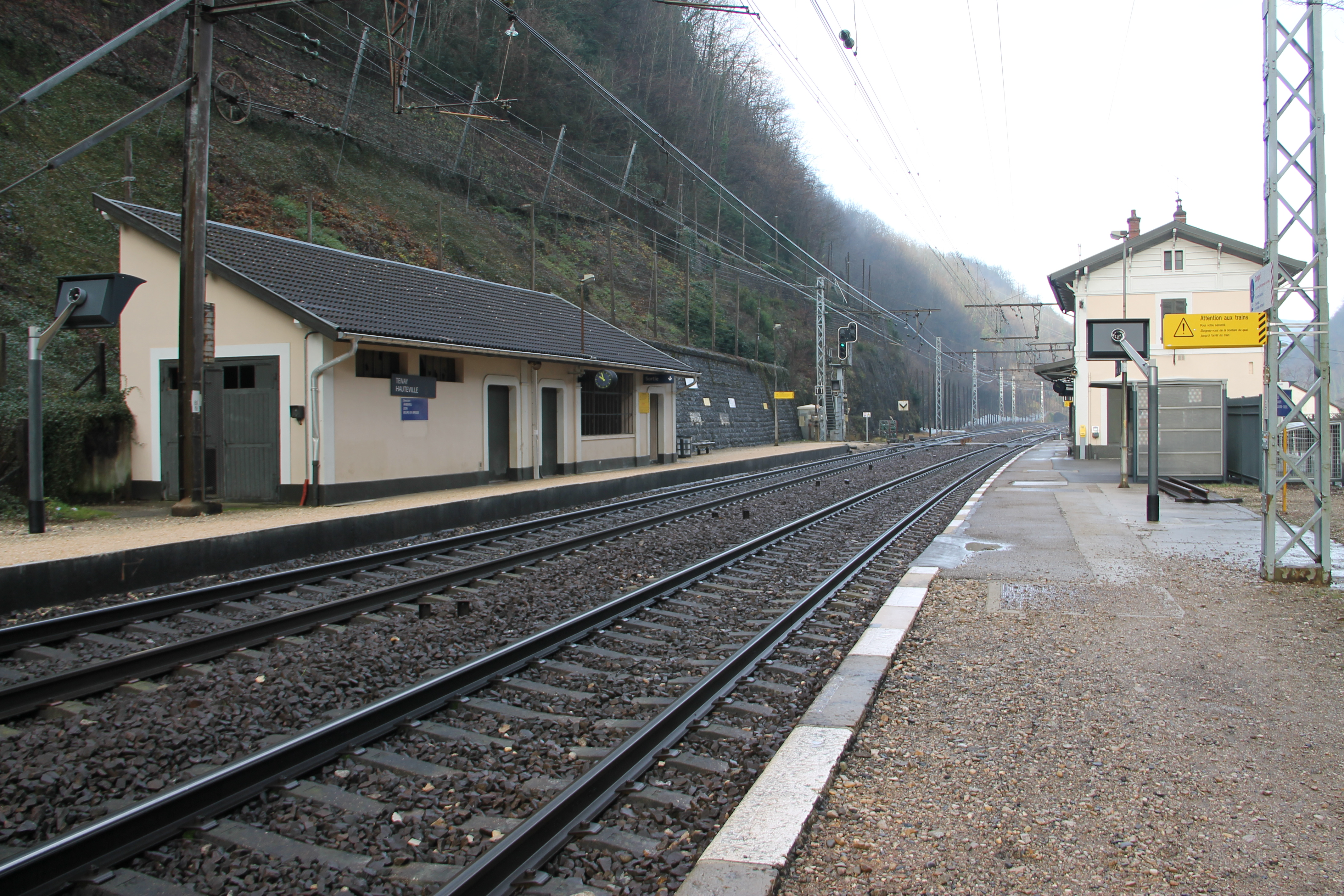
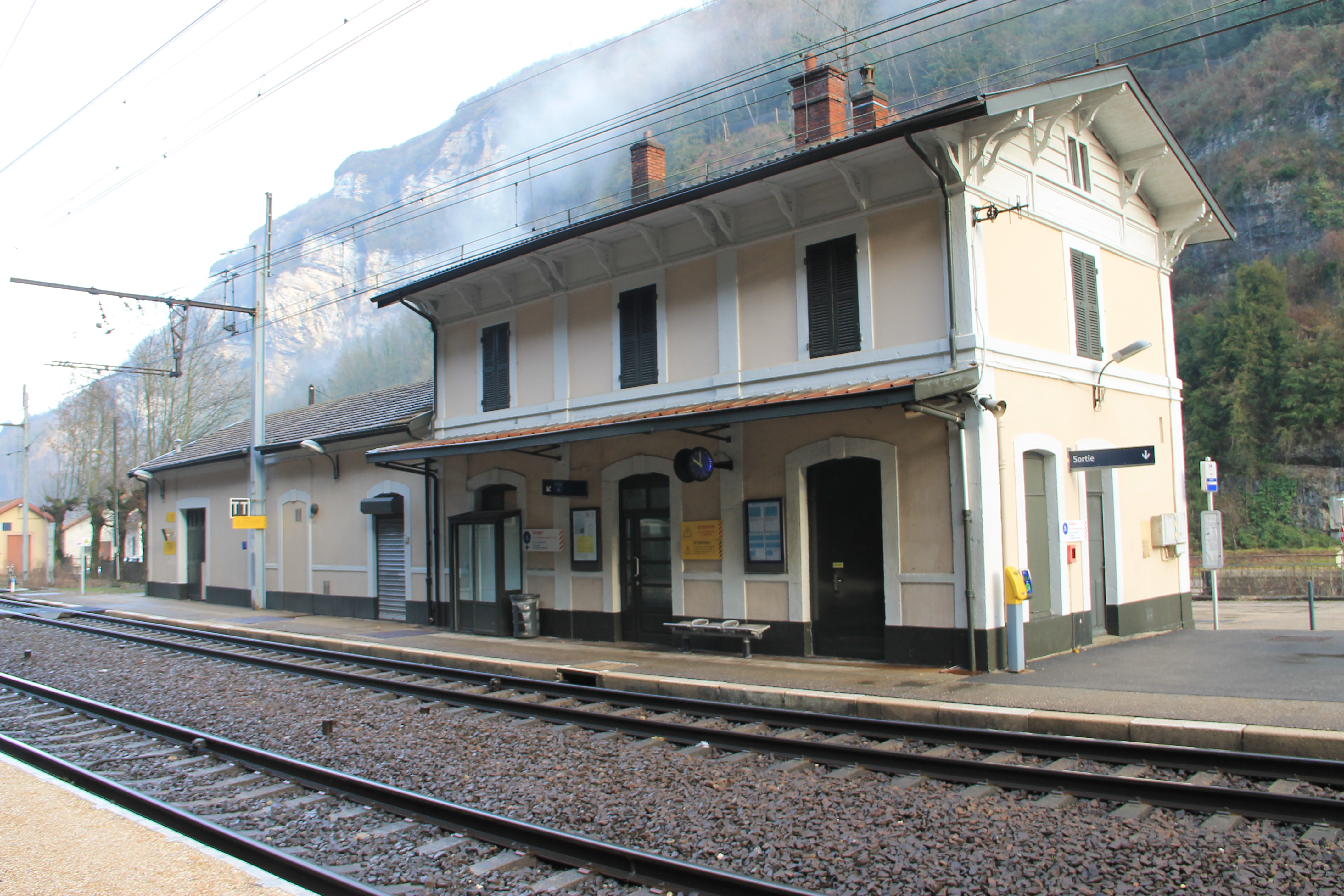

- Lyon-Part-Dieu ↔ Ambérieu-en-Bugey ↔ Culoz ↔ Bellegarde ↔ Annemasse ↔ La Roche-sur-Foron ↔ Bonneville ↔ Cluses ↔ Sallanches - Combloux - Megève ↔ Saint-Gervais-les-Bains-Le Fayet (liaison directe uniquement les samedis en période hivernale)[7]
- Ambérieu-en-Bugey ↔ Culoz ↔ Aix-les-Bains-Le Revard ↔ Chambéry - Challes-les-Eaux

### Intermodalité
Un parc à vélos et un parking pour les véhicules sont aménagés. Le site est desservi par la ligne A40 des cars Région Ain.